# Megaloblatta blaberoides
Megaloblatta blaberoides es una especie de cucaracha del género Megaloblatta, familia Blattellidae (o familia Ectobiidae según otros autores).  Fue descrito por primera vez por Walker, F. en 1871.